# ペメックス

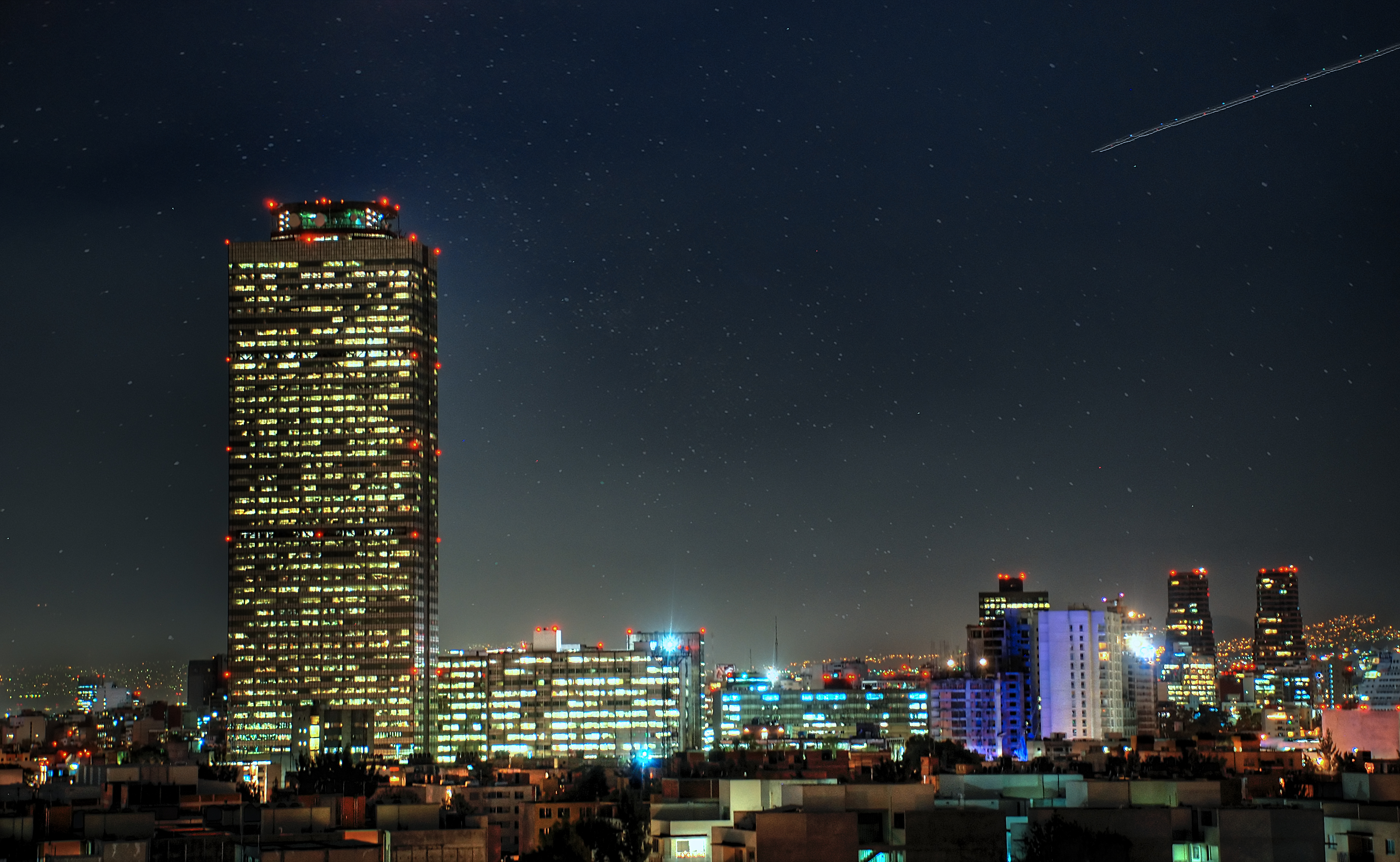
メキシコシティのPemexタワービル

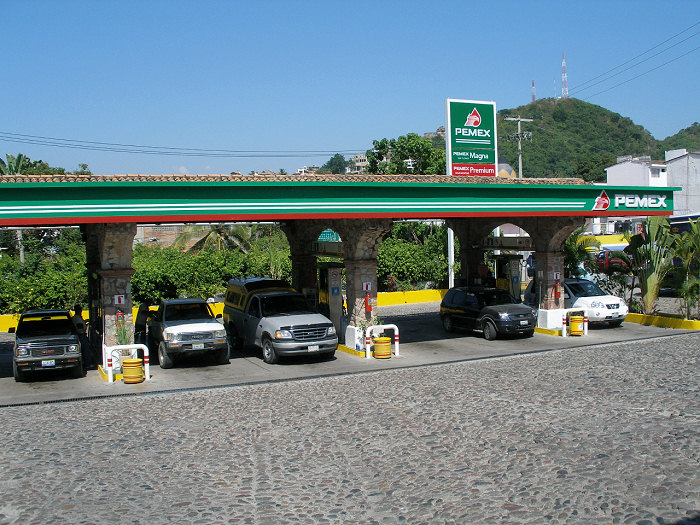
ペメックスのガソリンスタンド

ペメックス（スペイン語: Petróleos Mexicanos, Pemex）は、メキシコに本社をおく国営石油企業。世界で10番目の売上を持つ石油企業である。

## 略歴
メキシコではアステカ時代からアスファルトやピッチを作っていた。1876年にはタンピコ近郊で初めてケロシンが発見された。1917年にメキシコ憲法が成立すると、メキシコ革命政府はメキシコに埋蔵される全ての鉱物資源の所有権を宣言し、イギリスのピアソンやアメリカのドヒーニーの子会社を誘致して、商業的に成り立つ量の石油が取れるようになった。
1938年、メキシコの大統領ラサロ・カルデナスは石油関係労働者の待遇改善を理由に、外国資本の石油会社に給与と福利厚生の引き上げを要求した。3月18日、カルデナス大統領は憲法第27条を根拠に、アメリカと英国系オランダの石油会社が持つ全ての資源と施設の国有化を宣言し、Pemexを設立した。多くの外国の政府は、この報復措置としてメキシコの石油を市場から締め出した。この報復措置にもかかわらず、Pemexは当時ラテンアメリカ最大の企業、世界最大級の石油会社の1つとなり、メキシコが世界で5番目に大きな石油輸出地域になることとなった。

## 製品
Pemexは、メキシコでガソリンスタンドにガソリンを供給している唯一の組織である。
Pemexのガソリンの等級は「Magna」（スタンドでは緑のハンドル）と「Premium」（赤のハンドル）の2種類であり、「Magna」はレギュラーガソリン（オクタン価87の無鉛ガソリン）、「Premium」はハイオク（オクタン価92）である。以前には「Nova」と呼ばれる有鉛ガソリンがあったが、環境規制のため廃止された。

## 事故
- 1979年6月3日、テキサスの南600マイル (970 km)のメキシコ湾にあるIxtoc I 調査油井から油が漏れ、当時史上最悪の石油流出事故となった。
- 1984年11月19日、メキシコシティにあるSan Juan Ixhuatepecで爆発事故が起こり、火災となって500名から600人が死亡した（サン・フアン・イスアテペク爆発事故）。
- 1992年4月22日、ハリスコ州グアダラハラで起こったグアダラハラ爆発事故では254名が死亡した。
- 2007年6月5日と10日、ペメックスのパイプラインが爆破され、メキシコの反政府組織革命人民軍による犯行声明が出されている[1][2]。
- 2007年10月23日、悪天候のためウスマシンタ川付近のジャッキアップリグ（英語版）と石油プラットフォームのKab 101が衝突する事故があり、22名が死亡した。
- 2010年12月20日、プエブラ州でペメックスが管理するパイプラインが爆発。27人が死亡、52人が負傷。爆発の原因は、何者かが石油の抜き取りを行なったものと推測されている[3]。
- 2013年1月31日午後、メキシコシティの本社ビル（トーレ・エヘクティバ・ペメックス、Torre Ejecutiva Pemex）の一つの地下で爆発。同日夜までに少なくとも25人が死亡、101人が負傷。爆発が起きる前、ペメックス本社では、電源の供給設備に問題があったとして、ビルから外に出るよう呼びかけていたとのことで、当局は爆発との関係を調査中。
- 2019年1月18日、イダルゴ州で、ガソリン輸送のためのパイプラインが爆発。21人以上が死亡、71人が負傷。ペメックスは、窃盗行為が原因との声明を出した[4]。

## 主な油田
- チコンテペック堆積盆油田群（英語版）
- カンタレル油田
- ク・マロブ・サップ油田（英語版）

## 最近の状況
Latin Business Chronicleによると、Pemexは2009年からラテンアメリカ最大の企業ではなくなり、ペトロブラスに次いで2番目に大きな会社となった。
Pemexは多額の負債があるにもかかわらず、メキシコ政府に多額の税金を納めている。例えば2004年は売り上げ557億ドルの内、61％の340億ドルが税に取られている。これは、国有財産の権利使用料が税として課せられているためである。2005年、2006年には石油価格が高騰し、収入が予想よりも増えた。しかし、その利益も給与の支払いに回され、新油田の調査や設備投資をすることはできなかった。設備が不十分なため、メキシコは原油生産国であるにもかかわらず、高価なガソリンを輸入している。
Pemexの財務状況を改善するため、2004年、ビセンテ・フォックス・ケサーダ大統領はPemexが市民から個人投資を受けられるよう提案したが、議会は2006年に税収が減ることを理由に反対した。
2007年1月、ビセンテ・フォックスと同じ国民行動党に属するフェリペ・カルデロンが大統領となり、就任時に民間投資の窓口を開けることを表明した。
2009年6月、アメリカの経済情報会社ブルームバーグは、Pemexが油田開発資金として15億ドルの国庫補助を求めていると報じた。
8月11日、アメリカ合衆国司法省は、アメリカのある製油所がメキシコ政府所有のパイプラインから盗まれた莫大な量を買っていたことを明らかにした。窃盗グループは遠隔操作のパイプライン設備などを作り、年間数億ドル相当の石油を盗んでいた。これに関連して製油所の役員1人が共謀罪で起訴され、罪を認めた。アメリカ国土安全保障省はメキシコ政府に240万ドルを返還している。
ある石油ニュースウェブサイトの2005年11月の取材によると、Pemexの従業員は匿名で、有望な新油田が見つかっていないことから、Pemexとメキシコがいわゆるハバートのピークを迎えており、今後はメキシコからの石油輸出は減り続けるだろうと述べている。実際、年間生産量は2004年以降減少を続けており、2005年から2006年の1日の生産量は50万バレルを下回ったと報告されている。2006年の生産量は3.71MMBPD（百万バレル/日）であり、年平均で4MMBPDを超えたことは無い。
ロンドンに本社があるBPとブラジルのペトロブラスがメキシコ湾のブラジル沿岸で大規模な海底油田探索をすると発表したところ、カルデロン大統領はPemexの生産高が急激に落ち込んでいることを理由にメキシコ石油産業の改革を求め、メキシコのエネルギー省によりこのブラジルの政策の模倣が試みられている。

### 2018年政権交代を背景にする変化
2018年12月1日、アンドレス・マヌエル・ロペス・オブラドールがメキシコ大統領に就任すると、ペメックスの規律の強化、特にガソリンと軽油、灯油の盗難防止に向けた取り組みが行われた。石油製品の窃盗は、ペメックス職員と従来の土着政治家、麻薬カルテルとの癒着により生じてきたが、これらの関係が2019年に向けて解消する方向に向かった。一方では、2019年の初頭、メキシコ国内では窃盗品に頼った販売ルートが遮断され深刻なガソリン供給不足が発生。一部では、パイプラインへの襲撃も行われ、爆発事故（前述）も発生した。
2019年現在、メキシコ政府は減少する原油生産の回復を目指すために石油精製所の建設、老朽化施設の改修などの計画を立てている。これら計画の総工費は80億ドルと見込まれており、格付け機関などから計画実現性に対し懸念の声が出ている。